# Гофман, Ганс (поэт)
Ганс Гофман (нем. Hans Hofmann; 1848—1909) — немецкий педагог, писатель и поэт, автор многочисленных романов и новелл.

## Биография
Ганс Гоффман родился 27 июля 1848 года в немецком городе Штеттине (ныне Щецин, Польша) в семье пастора местной Церкви Святых Петра и Павла. Получил базовое образование в родном городе, затем учился в университете Бонна, Берлинском университете имени Гумбольдта и в университете Галле, где в 1871 году получил докторскую степень по философии.
В 1872 году он начал работать школьным учителем (преподавал в Штеттине, Данциге и Штольпе), однако призвания к педагогике не имел и часто прерывал занятия и предпринимал путешествия в Турцию, Норвегию и другие страны.
В 1879 году он оставил педагогическую деятельность стал писать как внештатный автор. С 1882 по 1884 год Гофман возглавлял издание «Deutsche Illustrirte Zeitung» в городе Берлине.
Литературное творчество Г. Гофмана было весьма разнообразным: он писал исторические повести и романы, юмористические рассказы, а также пробовал свои силы в поэзии.
В 1902 году он был назначен генеральным секретарём литературного фонда «Deutsche Schillerstiftung».
Ганс Гоффман умер 11 июля 1909 года в городе Веймаре.

## Избранная библиография
- Unter blauem Himmel. 1881.
- Iwan der Schreckliche. 1888.
- Von Frühling zu Frühling. 1889.
- Der eiserne Rittmeister. 1890.
- Geschichten aus Hinterpommern. 1891
- Das Gymnasium von Stolpenburg. 1891.
- Vom Lebenswege. 1893.
- Wider den Kurfürsten. 1894[7]